# Lutzenberg
Lutzenberg je obec ve švýcarském kantonu Appenzell Ausserrhoden. Nachází se v severovýchodní části kantonu, asi 23 kilometrů severovýchodně od Herisau. Žije zde přibližně 1 300 obyvatel.

## Geografie
Lutzenberg se nachází v oblasti zvané Appenzeller Vorderland a je nejsevernější obcí kantonu. Obec se dělí na dvě části. Větší část s osadami Brenden, Hof a Haufen leží na severním svahu nad obcemi Rheineck a Thal. Menší část obce s osadami Tobel a Wienacht leží západněji na úpatí hory Rorschacherberg. Obě oblasti jsou od sebe odděleny obcemi Thal, Heiden a Wolfhalden.
Nejnižší bod obce a zároveň nejnižší bod kantonu se nachází v Dorfhalde ve výšce 430 metrů. Nejvyšší bod se nachází ve výšce 791 metrů nad Tanem na silnici z Wienachtu do Grubu. Vzhledem k poměrně nízké nadmořské výšce a jižnímu svahu u Tobelu se zde nachází také jedna z mála vinic v kantonu Appenzell Ausserrhoden - odtud také pochází hrozen v obecním znaku Lutzenbergu.

## Historie

Wienacht-Tobel, letecký snímek (1920)

Statky Brenden, Wienacht a Tobel jsou zmiňovány již ve 14. století. S výjimkou statků Tobel a Wienacht, které patřily pod Wartensee, patřilo území Lutzenbergu ve 13. a 14. století k biskupskému dvoru Thal a k rýnskému hofmistrovství. Thalští využívali Kurzenberg k těžbě dřeva a honu dobytka a profitovali z obilí a ovoce rolníků na hoře. Za appenzellských válek v letech 1401 až 1429 se oblast dostala pod nadvládu Appenzellských. Tři dnešní obce Heiden, Wolfhalden a Lutzenberg patřily k nové obci Kurzenberg. Církevní jednota s Thalem však zůstala zachována. Spolu s thalskou farností přestoupil Kurzenberg v roce 1529 k reformaci.
Název Lutzenberg byl poprvé použit pro označení východní kurzenberské farnosti v roce 1634 a odvozuje se od starobylého rodového jména Lutz. v 17. století rostla mezi obyvateli Kurzenbergu nelibost nad dlouhou cestou do kostela v Thalu. Měli si postavit vlastní kostel, o správné místo se však rozpoutal ostrý spor, který vedl k opakovaným zásahům krajských úřadů. Velká rada schválila stavbu kostela v Heidenu a zároveň jeden bohatý občan věnoval peníze na kostel ve Wolfhaldenu. V jakémsi závodě si nakonec Heiden i Wolfhalden postavily po jednom kostele a oba byly v roce 1652 vysvěceny. Obyvatelé Lutzenbergu však chtěli zůstat věrni starému mateřskému kostelu v Thalu Lutzenberg je dosud jedinou obcí v Appenzellu Ausserrhoden, která nemá vlastní reformovaný kostel. Z tohoto důvodu obec postrádá centrální církevní obec a skládá se z několika vesnic.
V roce 1658 získaly Heiden a Wolfhalden právo volit si vlastní rady a staly se tak politickými obcemi. Lutzenberg patřil k Wolfhaldenu až do roku 1677, než se také osamostatnil. Tři kurzenberské obce stále společně používaly svůj Allmend. K oddělení a zkapacitnění lutzenberského podílu jako měšťanského statku došlo až v letech 1771 až 1772. Při rozdělování Allmendu byly některé pozemky vylosovány, v důsledku čehož připadl Wienacht-Tobel k Lutzenbergu jako exkláva. K rozdělení thalského církevního majetku a konstituování reformované farnosti Thal-Lutzenberg došlo v roce 1809. Od roku 1948 je farnost Wienacht-Tobel přičleněna k reformované církvi Buchen-Staad. Od roku 1962 je ve Wienachtu také katolická kaple. Existují různé verze původu neobvyklého názvu vesnice Wienacht: Wienacht je místo, kde se o Vánocích platil desátek, nebo odvozenina z latinského Viena (vinice).

## Obyvatelstvo

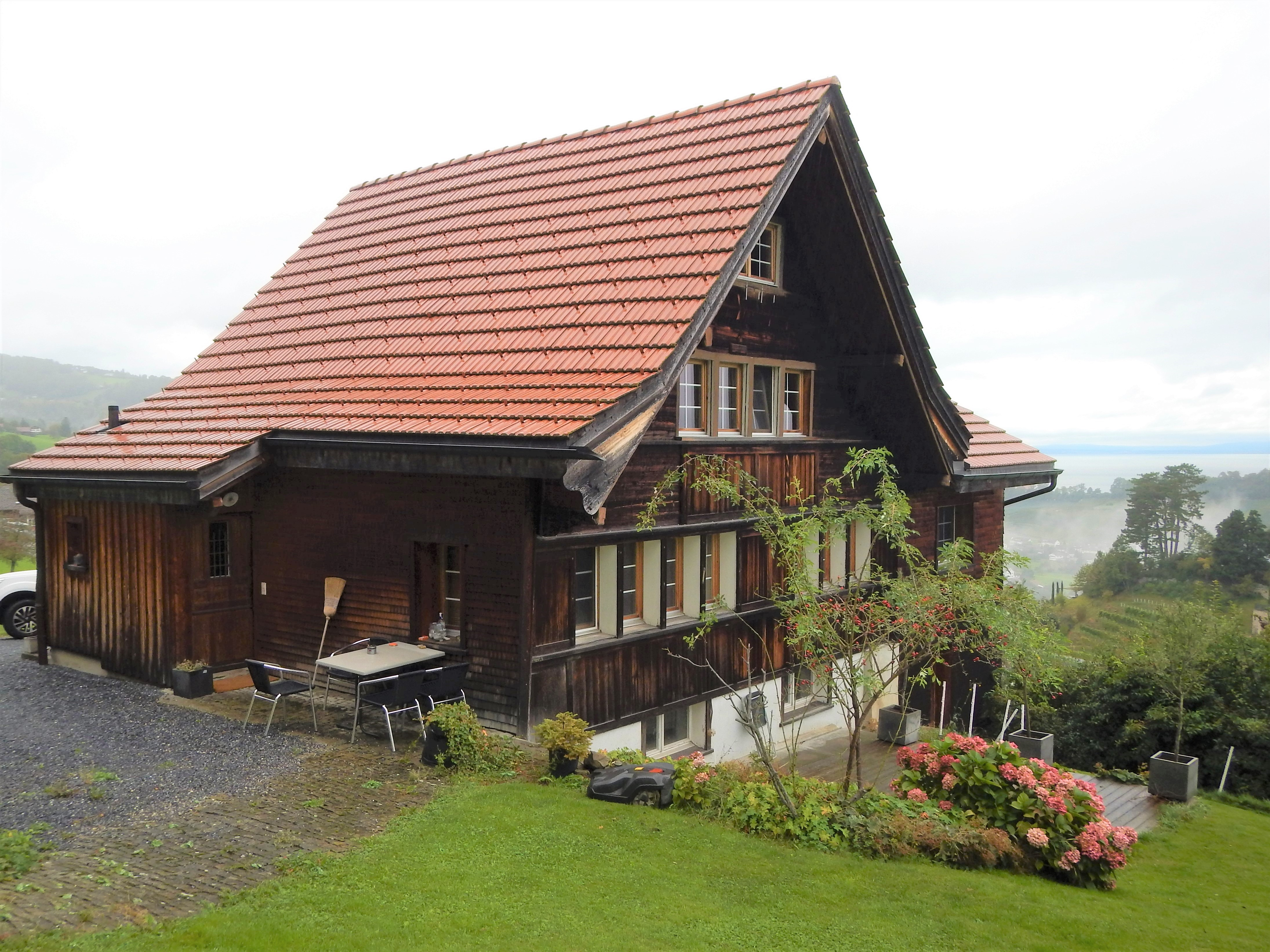
Tradiční architektura v obci

| Vývoj počtu obyvatel | Vývoj počtu obyvatel | Vývoj počtu obyvatel | Vývoj počtu obyvatel | Vývoj počtu obyvatel | Vývoj počtu obyvatel | Vývoj počtu obyvatel | Vývoj počtu obyvatel | Vývoj počtu obyvatel | Vývoj počtu obyvatel | Vývoj počtu obyvatel | Vývoj počtu obyvatel | Vývoj počtu obyvatel | Vývoj počtu obyvatel | Vývoj počtu obyvatel | Vývoj počtu obyvatel | Vývoj počtu obyvatel |
| -------------------- | -------------------- | -------------------- | -------------------- | -------------------- | -------------------- | -------------------- | -------------------- | -------------------- | -------------------- | -------------------- | -------------------- | -------------------- | -------------------- | -------------------- | -------------------- | -------------------- |
| Rok                  | 1667                 | 1734                 | 1813                 | 1850                 | 1870                 | 1888                 | 1900                 | 1920                 | 1941                 | 1960                 | 1980                 | 2000                 | 2010                 | 2020                 | 2022                 |                      |
| Počet obyvatel       | 518                  | 847                  | 700                  | 908                  | 1073                 | 1212                 | 1353                 | 1259                 | 1084                 | 1172                 | 880                  | 1323                 | 1227                 | 1296                 | 1274                 |                      |

## Hospodářství

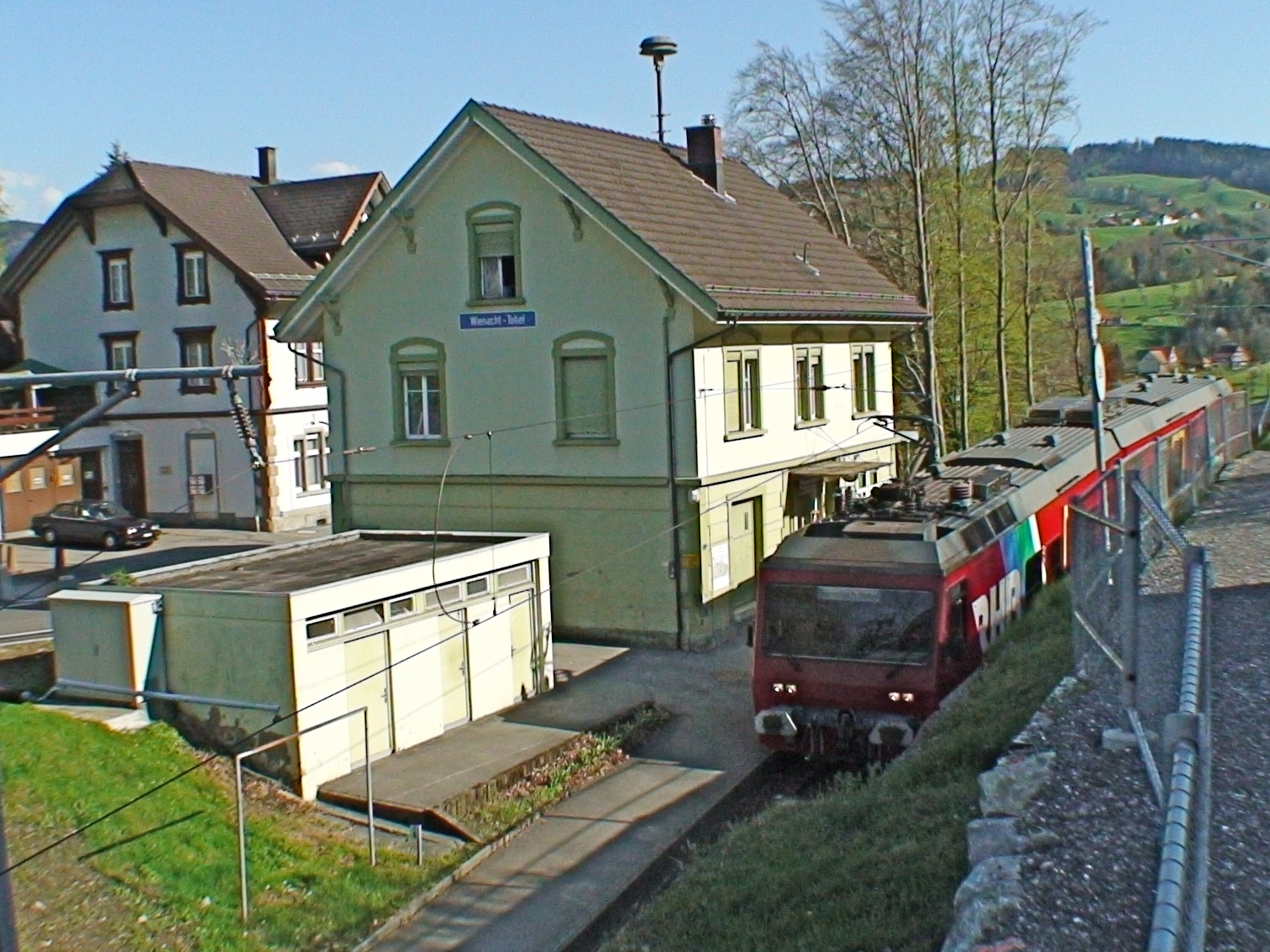
Železniční zastávka Wienacht-Tobel

Od založení obce bylo hlavním zaměstnáním chov dobytka, pěstování zemědělských plodin, ovocnářství a vinařství. V roce 1834 zde bylo 18 vinic a 49 tratí. Lutzenberg je jedinou vinařskou obcí Appenzellu po roce 1945.
Dalším hlavním zaměstnáním byl textil. Téměř ve všech usedlostech byly tkalcovské sklepy. Od roku 1827 se na Dorfhalde v Lutzenbergu pod vedením továrníka Johannese Bänzigera a jeho nástupců rozvíjelo mezinárodně aktivní výrobní a obchodní centrum pro vyšívání. V době největšího rozkvětu pracovalo v tkalcovských, tiskařských, bělicích a dokončovacích dílnách 150 zaměstnanců. Bohatství se projevovalo v honosných vilách, továrnách, hospodářských budovách a anglických zahradách. Architektonický ráz v novorenesančním slohu utvářel především architekt Felix Wilhelm Kubly ze St. Gallenu. V letech 1881–1910 zde byla také továrna na tkaní hedvábného pytlového sukna a v letech 1912–1927 továrna na pletací strojové jehly.
V 18. a 19. století byly ve Wienachtu významné pískovcové lomy. Několik kostelů v Appenzellerlandu (Gais, Speicher, Wald) bylo odtud zásobováno tzv. Wienachtskými deskami.
Od 70. let 19. století se Wienacht postupně stal také lázeňským místem a byly zde postaveny četné penziony a hotely. Většina z nich již zanikla. Po 2. světové válce se obec stále více orientovala na Thal, Rheineck a Rorschach. Vyvinula se v rezidenční obec s vysokým podílem dojíždějících a s několika málo pracovními místy (soustružnický mlýn, řemeslné podniky a restaurace).

## Doprava
V roce 1875 byla otevřena ozubnicová železnice z Rorschachu do Heidenu. Díky železniční stanici Wienacht-Tobel získal Lutzenberg železniční spojení. Obec je také obsluhována poštovními autobusovými linkami do Heidenu, Rheinecku a Walzenhausenu.